# نجم من النوع Be

رسم توضيحي لنجم الظليم .ألمع نجم-Be

نجوم-Be هي مجموعة غير متجانسة من النجوم الساخنة من الأنواع الطيفية B وخطوط الانبعاثات. ويشار إليها أحيانا باسم نجوم-Be الكلاسيكية، وهي نجم B غير عملاق الذي يحتوي طيفه على خط انبعاثات بالمر أو أكثر والتي تميز ذرة الهيدروجين

## التعريف والتصنيف
هناك العديد من النجوم ذات النوع الطيفي -B وتظهر خطوط انبعاثات الهيدروجين، بما في ذلك العديد من عمالقة، نجوم هيربغ-Ae/Be، ونجوم-B(e). يفضل استخدام مصطلح «نجم Be» للنجوم الغير العملاقة التي تظهر خط أو أكثر من خطوط سلسلة بالمر في طيف الانبعاثات. ويشار إليها أحيانا باسم نجوم-Be الكلاسيكية. وقد تكون خطوط الانبعاث موجودة فقط في أوقات معينة.
على الرغم من أن النوع الطيفي Be يتم إنتاجه بقوة في نجوم الفئة B، فإنه مكتشف أيضا في النجوم القذيفة المضيئة من النوع O و A، وهذه النجوم يتم إدراجها في بعض الأحيان تحت لواء «نجم- Be». نجوم-Be تعتبر في المقام الأول من نجوم التسلسل الرئيسي، ولكن يتم تضمين عدد من النجوم الشبة عملاقة والنجوم العملاقة أيضا ضمن هذة الفئة.

## الاكتشاف
النجم الأول المعترف به «كنجم Be» كان نجم غاما ذات الكرسي، المرصود عام 1866 من قبل أنجيلو سيكي، وهو أول نجم على الإطلاق لوحظ مع خطوط الانبعاثات.
وتم العثور على العديد من النجوم الساطعة الأخرى ذات أطياف مماثلة، على الرغم من أن العديد منها لم تعد تعتبر من نجوم-Be الكلاسيكية.
وألمعها هو النجم الظليم، على الرغم من أنه لم يتم الاعتراف بة «كنجم Be» حتى عام 1976.

## روابط خارجية
- الصفحة الرئيسية لفيليب ستي: Hot and Active Stars Research
- Article from Olivier Thizy: Be Stars
- Be and Shell Stars. 1976. DOI:10.1007/978-94-010-1498-4. ISBN:978-94-010-1498-4.